# Герб Житомира
Герб Житомира (укр. Герб Житомира) — официальный символ города Житомир Житомирской области Украины, утверждённый 11 октября 1991 года решением Житомирского городского совета.

## Описание
Официальное описание герба:
Герб представляет собой изображение белой башни с открытыми воротами и тремя башнями сверху — над углами и посередине. Все башни увенчаны зубчатыми барьером (по три зубца). В каждой башне — 3 прямоугольные бойницы (две в верхней части, одна — ниже). Фасад разлинован под каменные плиты. Ворота жёлтого цвета.

Башня расположена в центре щита варяжской формы с закруглённым верхом. Поле щита — голубого цвета. Башня взята в картуш жёлтого цвета. В верхнем поле щита, над картушем, содержится надпись «Житомир» буквами жёлтого цвета. Цвет окружной линии щита — жёлтый

## История
Считается, что герб Житомира существует примерно с 1390 года.
Герб Житомира периода Российской империи утверждён 22 января 1796 года: «В верхней части щита герб Новгород-Волынский. В нижней, в голубом поле, представляются отверстые ворота с тремя на них башнями. Сей герб издревле присвоен сему городу князьями Литовскими, в ознаменование освобождения оного от властвования Старостинского». В 1863 году Б.В. Кёне разработан проект нового герба для Житомира: в лазуревом поле открытые крепостные ворота с тремя башнями над ними, в вольной части — герб Волынской губернии. Проект не был утверждён официально.
Известен значок с проектом герба Житомира советских времён, на котором в червлёном щите изображён круг из цветка и трёх плодов каштана, обременённый колосом пшеницы; в вогнутой лазоревой оконечности щита полушестерня с находящейся в ней ретортой; всё золото.
Современный герб утверждён в 1991 году.